# Sphaerosporella
Sphaerosporella is een geslacht van schimmels behorend tot de familie Pyronemataceae.

## Soorten
Volgens Index Fungorum bestaat het geslacht uit vier soorten (peildatum januari 2024):
| Soortnaam                                        | Auteur(s)                          | Publicatiejaar |
| ------------------------------------------------ | ---------------------------------- | -------------- |
| Sphaerosporella brunnea (Bruin ballonbekertje)   | (Alb. & Schwein.) Svrcek & Kubicka | 1961           |
| Sphaerosporella hinnulea (Rossig ballonbekertje) | (Berk. & Broome) Rifai             | 1968           |
| Sphaerosporella microspora                       | Y.L. Chen & J.F. Liang             | 2021           |
| Sphaerosporella taiwania                         | Y.Z. Wang                          | 2001           |